# Княжева махала
Кня̀жева махала̀ е село в Северозападна България. То се намира в община Брусарци, област Монтана.

## География
Княжева махала има шосейни връзки с Лом, Видин, Белоградчик, Монтана, Враца и София, като отстои на 5 км от общинския център Брусарци, 23,7 км от Лом, 49 км от Видин, 42 км от Белоградчик, 42 км от Монтана, 79 км от Враца и 149 км от София. Разположено е на десния бряг на река Лом.
Княжева махала притежава плодородно землище. Край селото има горичка от намиращи се под природна закрила вековни тополи.

## История
Първоначално селото било във владение на Ибрахим ага и се казвало Ибрахимова махала. Впоследствие било населено от някой си арнаутин Ислям и наречено на негово име – Ислям махала. По-късно е преименувано на Княжева махала, но сред местното население до днес е по-известно под името Щъркова махала.

## Редовни събития
Съборът на селото се празнува всяка година на 6 май.

### Кухня
Най-правените ястия са свинско със зеле и гъшо със зеле. Приготвя се и лютеница.